# Lady J
Lady J (Mademoiselle de Joncquières) è un film del 2018 scritto e diretto da Emmanuel Mouret
Si tratta del libero adattamento cinematografico della storia di Madame de la Pommeraye inserita nel romanzo Jacques il fatalista e il suo padrone di Denis Diderot (1784).

## Trama
L'azione si svolge in Francia nel XVIII secolo. Madame de La Pommeraye, una giovane e graziosa vedova, che si vanta di non essere mai stata innamorata, finisce per cedere alle avances del marchese des Arcis, un noto libertino, che le sta diligentemente ed ossessivamente facendo la corte.
Dopo due anni, il marchese inizia a trascurare Madame de La Pommeraye, così lei lo induce a confessare di essersi disamorato, fingendo di trovarsi nella sua stessa situazione. In realtà la donna si sente ferita nel suo orgoglio e decide di vendicarsi, a nome suo e di tutte le donne sedotte ed abbandonate. Riesce così a far innamorare il marchese della bellissima signorina de Joncquières conducendolo fino a sposarla. In realtà la signorina e la madre, pur essendo di nobili natali, per un rovescio di fortuna, si sono dovute adattare a prostituirsi in una bettola d'infimo rango, da cui la Pommeraye le aveva prelevate ed assoldate perché recitassero la parte di due credenti infervorate, ben sapendo che l'impossibilità di conquistare la giovane avrebbe sempre più acceso il desiderio del marchese. Dopo la celebrazione del matrimonio la madama può gustare la propria vendetta rivelando al neo-marito il passato di moglie e suocera e diffondendo la notizia tra l'aristocrazia parigina.
In realtà, la giovane dimostra al marchese di avere un cuore puro e di essere veramente amareggiata per la parte che le è toccato recitare e l'uomo, più onesto che volubile, alla fine capisce la situazione e decide di tenere la sua nuova moglie con sé, senza preoccuparsi delle malelingue.

## Distribuzione
Mademoiselle de Joncquières è stato selezionato nella categoria «Piattaforme » e presentato il 7 settembre 2018 al Toronto International Film Festival in Canada.
È stato distribuito nelle sale il 12 settembre 2018 in Belgio ed in Francia, ed a partire dal 16 novembre 2018 nel Québec. In Italia è stato distribuito sulla piattaforma Netflix dal mese di marzo 2019.

## Riconoscimenti
- 2019 - Premio César
  - Migliori costumi a Pierre-Jean Larroque
  - Candidatura per il miglior attore a Édouard Baer
  - Candidatura per la miglior attrice a Cécile de France
  - Candidatura per il migliore adattamento a Emmanuel Mouret
  - Candidatura per la migliore fotografia a Laurent Desmet
  - Candidatura per la migliore scenografia a David Faivre
- 2019 - Premio Magritte
  - Candidatura per la miglior attrice a Cécile de France